# Lichenologie

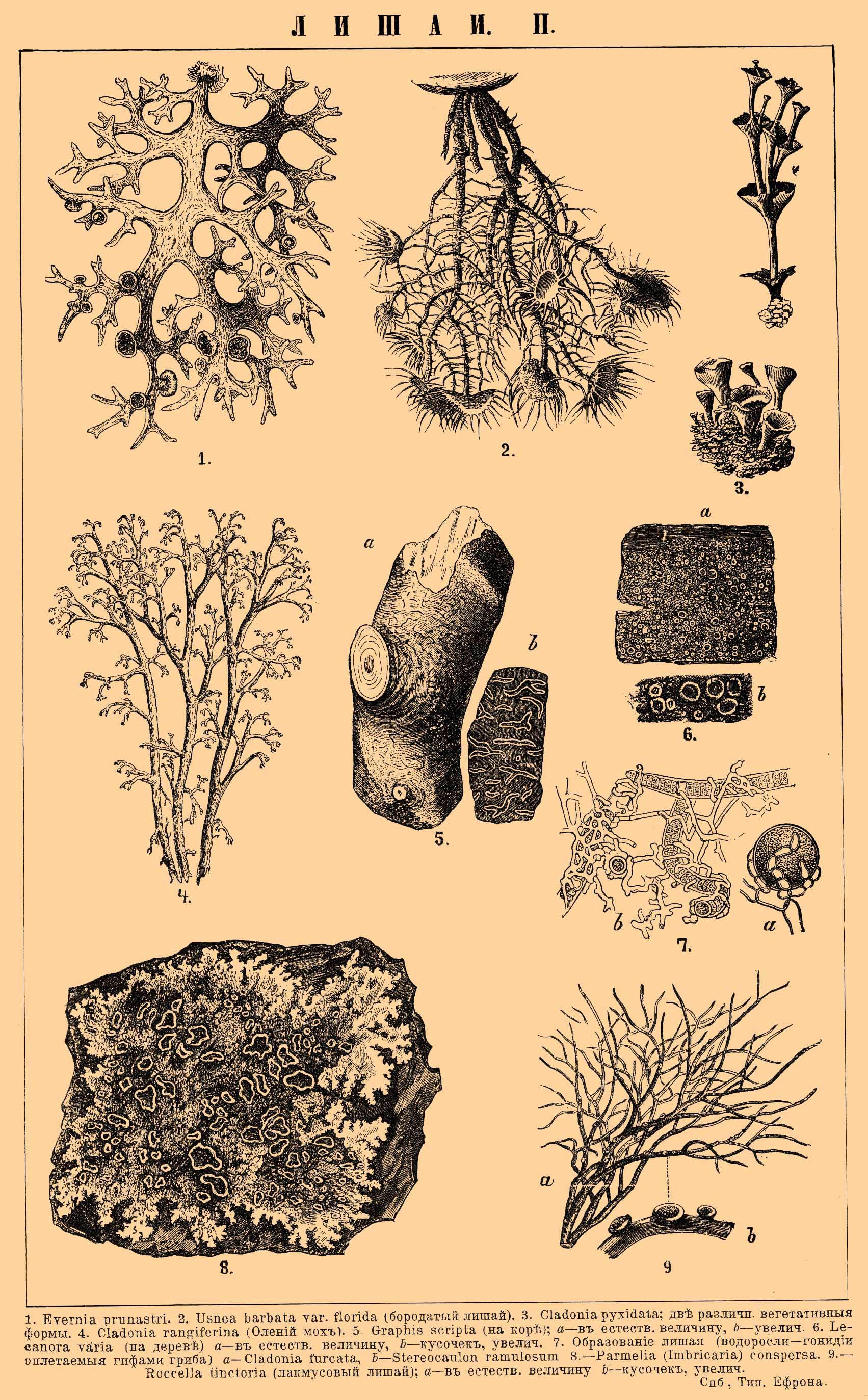
Některé lišejníky

Lichenologie je nauka o lišejnících – symbióze houby (mykobiont) a většinou zelené řasy (fykobiont). Logicky tedy jde o hraniční obor mezi mykologií a botanikou. Vědci zabývající se lišejníky jsou lichenologové.

## Historie
Poprvé taxonomii lišejníků zevrubně zkoumal švédský botanik Erik Acharius (1757–1819), kterému se proto někdy říká „otec lichenologie“ [zdroj?]. Byl studentem Carla Linného. K významným Achariovým vědeckým pracím patří:
- Lichenographiae Suecia prodromus (1798)
- Methodus lichenum (1803)
- Lichenographia universalis (1810)
- Synopsis methodica lichenum (1814)

Mezi další lichenology patří například Edward Tuckerman či Konstantin Sergejevič Merežkovskij. V českém prostředí pak zejména Jana Kocourková. Symbiotickou povahu lišejníků objevil roku 1867 Švýcar Simon Schwendener.